# Lapoutroie
Lapoutroie es una localidad y comuna francesa, situada en el departamento de Alto Rin en la región de Alsacia.

## Demografía
| 1661 | 1712 | 1794 | 1911 | 1981 | 2104 |
| Para los censos de 1962 a 1999 la población legal corresponde a la población sin duplicidades (Fuente: INSEE [Consultar]) |      |      |      |      |      |